# Skærfjorden

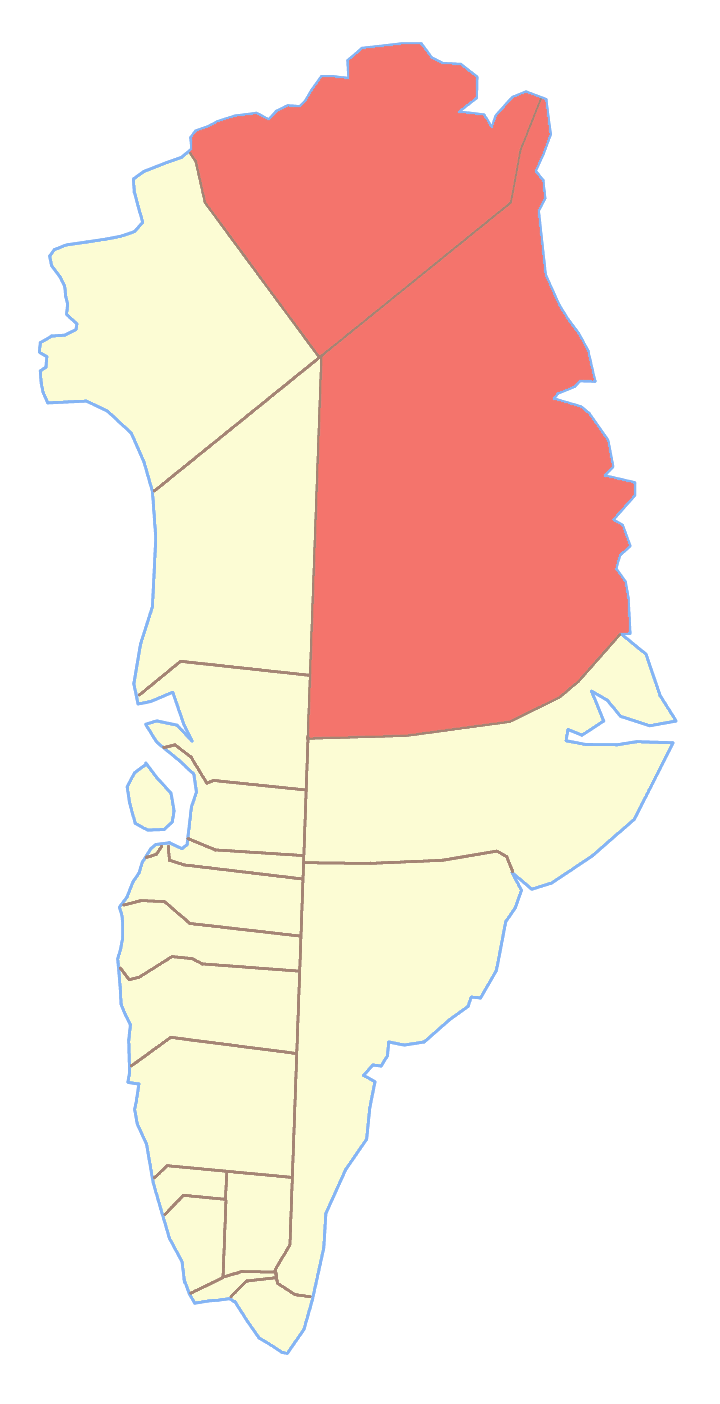
Parco nazionale della Groenlandia nordorientale, dove si trova lo Skærfjorden

Lo Skærfjorden è un fiordo della Groenlandia di 50 km. Si trova a 77°30'N 20°00'O; è situato nel Parco nazionale della Groenlandia nordorientale, fuori da qualsiasi comune.

## Storia
Lo Skærfjorden è stato nominato in una spedizione danese del 1906-1908. È conosciuta anche come Baie d'Orleans.